# Supercopa Ibérica femenina de balonmano 2023
La Supercopa Ibérica de balonmano 2023 fue la primera edición de esta competición, que se celebró el 8 y 9 de septiembre en Pabellón José Antonio Gasca, San Sebastián. En la competición se enfrentaron  los dos mejores equipos de la competición española contra el primer y el segundo clasificado de la Andebol 1. Sustituye a la competición local Supercopa de España de balonmano, que deja de celebrarse en el año 2023 y se implanta en España un año después de la Supercopa Ibérica masculina.

## Sistema de competición
En la I Supercopa Ibérica del 2023 se enfrentaron el Costa del Sol Málaga como campeón de la Liga Guerreras Iberdrola y el Super Amara Bera Bera como campeón de la Copa de la Reina en representación del balonmano español y, como representantes de Portugal, compitieron el Benfica (Campeón liga  y copa portuguesa) y el Madeira Andebol SAD (segundo clasificado en liga y copa portuguesa).

## Resultados
En la primera semifinal el Costa del Sol Málaga se impuso 30 a 28 al Madeira Andebol SAD y en la segunda semifinal el Super Amara Bera Bera fue el que se deshizo de la SL Benfica por 33 a 28.
El tercer y cuarto puesto terminó con victoria del Benfica ante el Madeira por 40-38.

### Final
La final la jugaron el 9 de septiembre el Costa del Sol Málaga y el Super Amara Bera Bera, en el pabellón José Antonio Gasca de San Sebastián, partido que terminó 28 a 28 al final del segundo tiempo y que se dirimió en tiros de 7 metros, sin prórroga. La brasileña Alice Fernandes Da Silva paró el lanzamiento de siete metros definitivo a su compatriota Isa Medeiros, lo que convirtió en campeona al conjunto vasco del Bera Bera con un resultado final de 31 a 32.
|  | Semifinal               | Semifinal               |    |                     | Final                   | Final                   |  |
|  | 8 de septiembre de 2023 | 8 de septiembre de 2023 |    |                     | 9 de septiembre de 2023 | 9 de septiembre de 2023 |  |
|  |                         |                         |    |                     |                         |                         |  |
|  |                         |                         |    |                     |                         |                         |  |
|  | Costa del Sol Málaga    | 30                      |    |                     |                         |                         |  |
|  | Madeira Andebol SAD     | 28                      |    |                     |                         |                         |  |
|  |                         |                         |    |                     |                         |                         |  |
|  |                         |                         |    |                     |                         |                         |  |
|  |                         |                         |    |                     | Costa del Sol Málaga    | 31                      |  |
|  |                         | Super Amara Bera Bera   | 32 |                     |                         |                         |  |
|  |                         |                         |    |                     |                         |                         |  |
|  |                         |                         |    |                     |                         |                         |  |
|  |                         |                         |    |                     | Tercer lugar            |                         |  |
|  |                         |                         |    |                     |                         |                         |  |
|  | Super Amara Bera Bera   | 33                      |    | Madeira Andebol SAD | 38                      |                         |  |
|  | SL Benfica              | 28                      |    |                     | SL Benfica              | 40                      |  |